# Преск Айл (окръг, Мичиган)
Окръг Преск Айл (на английски: Presque Isle County) е окръг в щата Мичиган, Съединени американски щати. Площта му е 6664 km², а населението - 14 411 души (2000). Административен център е град Роджърс Сити.